# Tinghøj Batteri
Tinghøj Batteri blev opført i 1887-88 som et batteri i Nordfronten af Københavns Befæstning. Anlægget var næsten magen til Vangede Batteri og var det ene ud af de 4 betonbefæstningselementer Gladsaxe Fort, Bagsværd Fort, Buddinge Batteri, Tinghøj Batteri samt en minimal del af Befæstningskanalen som forbinder Furesø med Lyngby Sø.
Tinghøj Batteri lå tilbagetrukket i forhold til Bagsværdfortet og Gladsaxefortet. Batteriets funktion var at støtte de to forter samt evt. supplere Vestvolden.
Det var et ca. 300 m langt halvmåneformet batterianlæg med en foranliggende tørgrav og glacis. Anlægget bestod af to batteri-linjer, den søndre med seks betonbriske og den nordre med fire, adskilt af en kassematbygning, der indeholdt ammunitionsmagasiner og belægningsrum. 
Batteri-linjerne var bestykket med seks 15 cm jernkanoner og fire 12 cm jernkanoner på henholdsvis venstre og højre batterilinie. Til nærforsvar var der på dækket af kasematbygningen to pansrede forsvindingstårne , hvert bestykket med en 8 mm. 10-løbet mitrailleuse.
Bemandingen bestod af 3 officerer, 13 underofficerer og 100 menige. Batteriet blev nedlagt i 1920. 
Batteriet ligger i Gladsaxe Kommune ved Vandtårnsvej på malingsproducenten Dyrups grund og ejes i dag af Dyrup. 

## Ekstern henvisning
- Beskrivelse hos Danmarks Naturfredningsforening Arkiveret 4. marts 2016 hos  Wayback Machine
- Københavns befæstning 1880-1920

55°44′6.93″N 12°29′29.03″Ø / 55.7352583°N 12.4913972°Ø